# Plymouth
Plymouth (wym. /ˈplɪməθ/, korn. Aberplymm) – miasto w południowo-zachodniej Anglii, w hrabstwie Devon, w dystrykcie (unitary authority) Plymouth, położone przy granicy z Kornwalią, nad ujściem rzek Plym i Tamar do kanału La Manche. Jeden z największych portów Wielkiej Brytanii, baza marynarki wojennej (Royal Navy). W 1967 przyłączono do miasta przedmieścia Plympton i Plymstock.
W 2021 roku miasto liczyło 266 955 mieszkańców.
Miasto zbudowane zostało nad jednym z największych naturalnych portów na świecie. Plymouth jest jednym z największych miast na południowym wybrzeżu Wielkiej Brytanii. W mieście znajduje się wiele zabytkowych kamienic i pozostałości z czasów jego świetności.

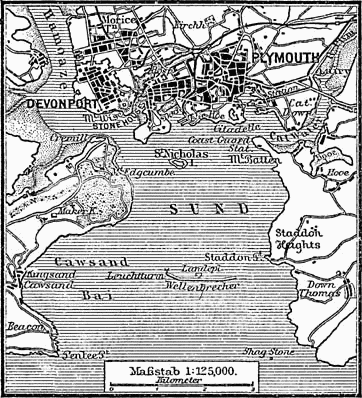
Plan Plymouth z 1888 roku

## Gospodarka
W mieście rozwinął się przemysł stoczniowy, maszynowy, metalowy, elektrotechniczny, precyzyjny, chemiczny, obuwniczy, odzieżowy oraz spożywczy.

## Urodzeni w Plymouth
- William Bligh – oficer marynarki brytyjskiej,  gubernator Nowej Południowej Walii
- Tom Daley – sportowiec specjalizujący się w skokach do wody, zdobywca brązowego medalu na Igrzyskach Olimpijskich w Londynie

## Miasta partnerskie
- Brest
- Gdynia
- Noworosyjsk
- San Sebastián
- Plymouth